# Daniel Norling
Lars Daniel (Daniel) Norling  (Stockholm, 16 januari 1888 - Malmö, 28 augustus 1958) was een Zweeds turner en ruiter.
Norling won in 1908 samen met zijn broer Axel olympisch goud in de landenwedstrijd turnen. Vier jaar later in Norlings geboortestad won hij wederom olympisch goud samen met zijn broer ditmaal in de landenwedstrijd Zweeds systeem. Norling won tijdens de Olympische Zomerspelen 1920 de gouden medaille in de paardensport in de landenwedstrijd springen
Norling was van beroep militair.

## Olympische Zomerspelen
| Jaar | Plaats    | Resultaten               |
| ---- | --------- | ------------------------ |
| 1908 | Londen    | team                     |
| 1912 | Stockholm | team Zweedse systeem     |
| 1920 | Antwerpen | landenwedstrijd springen |